# Die Afrikanerin
Die Afrikanerin, op. 299, är en kadrilj av Johann Strauss den yngre. Den spelades första gången den 7 juli 1865 i Volksgarten i Wien.

## Historia
Giacomo Meyerbeers opera Afrikanskan hade premiär på Parisoperan den 28 april 1865. Redan den 26 juni hade Johann Strauss och hans orkester spelat valda delar från operan i Volksgarten, och den 7 juli framfördes kadriljen Die Afrikanerin, som byggde på motiv från operan, på samma plats och med Josef Strauss som dirigent. Johann Strauss hade två gånger tidigare komponerat kadriljer med motiv från Meyerbeers operor: Dinorah-Quadrille (op. 224) och Nordstern-Quadrille (op. 153). Den 28 oktober 1865 framförde Straussorkester hela operan (utan recitativ) i ett konsertant framförande i Dianabad-Saal. Inte förrän den 27 februari 1866 fick operan officiell premiär på Wiener Hofoper.

## Om kadriljen
Speltiden är ca 5 minuter och 49 sekunder plus minus några sekunder beroende på dirigentens musikaliska tolkning.

## Weblänkar
- Die Afrikanerin i Naxos-utgåvan.